# 哈頓花園保險庫盜竊案

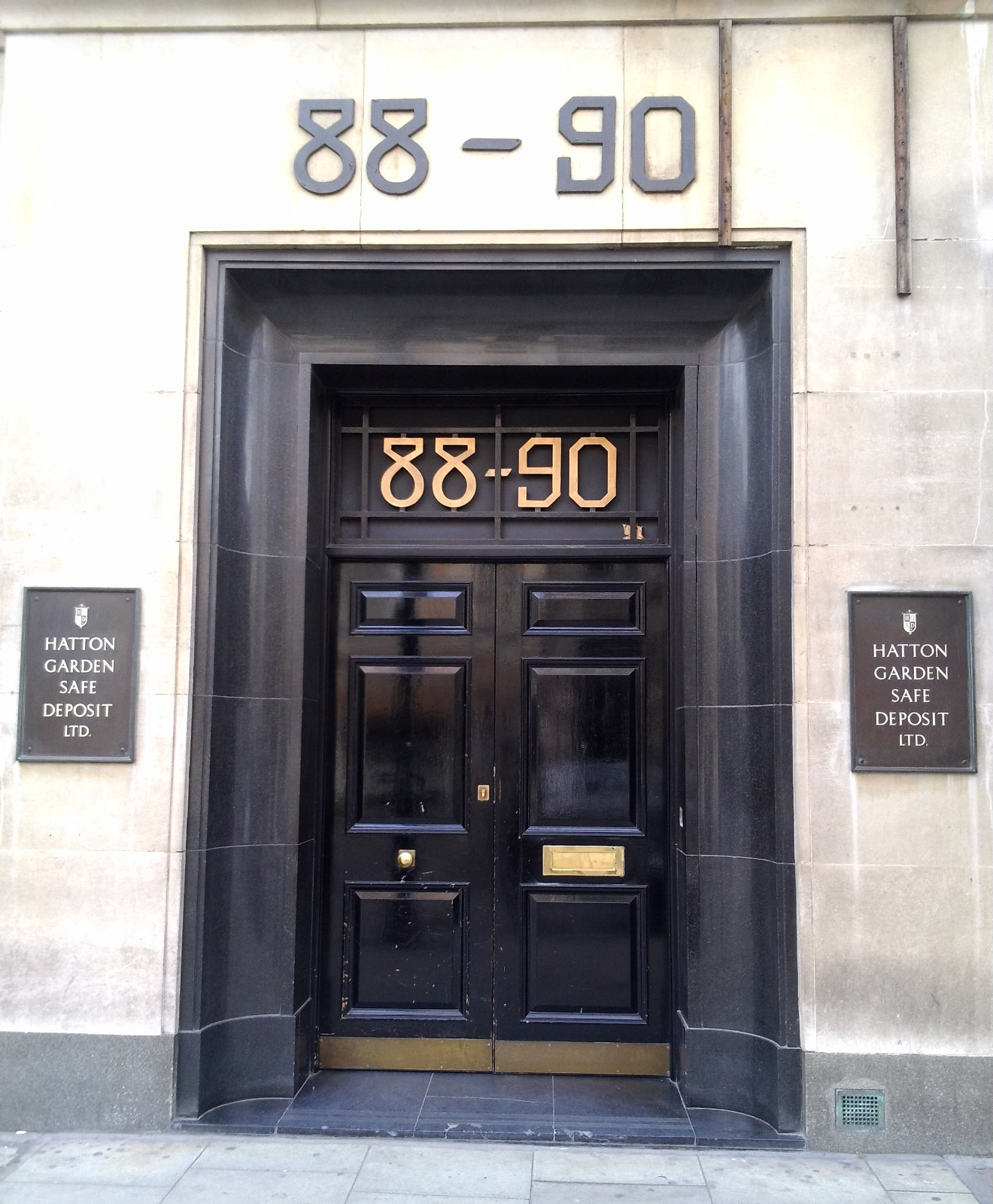
哈頓花園保險庫有限公司正門

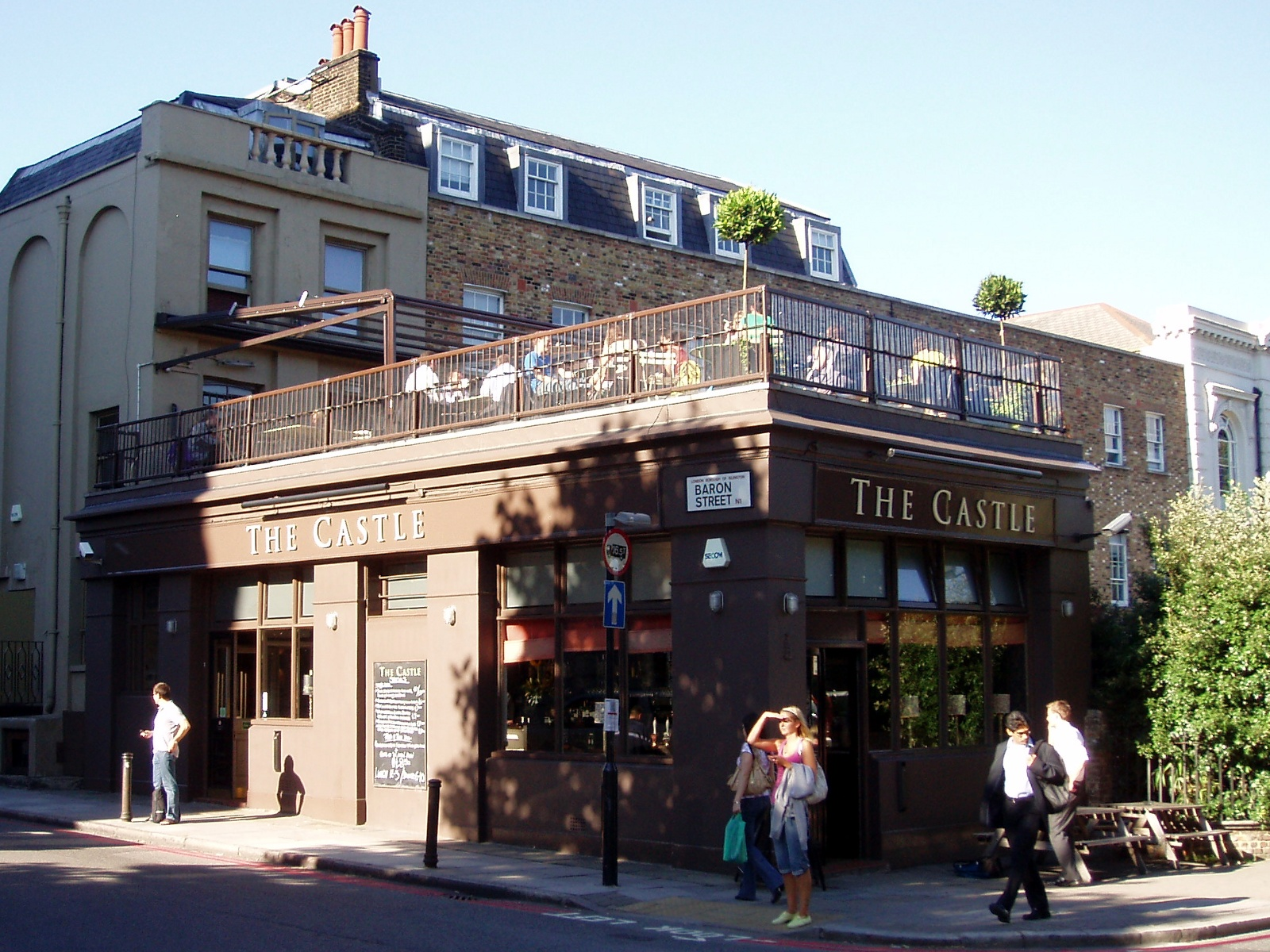
位於伊斯靈頓的城堡酒吧（The Castle）是賊人計劃盜竊案及事後回來自誇的地方

2015年4月，哈頓花園保險庫有限公司（Hatton Garden Safe Deposit Ltd）在哈頓花園的地下保險庫被盜竊，共計約價值1,400萬鎊物品失竊，最終只能起回430萬鎊。這宗劫案是由六名身經百戰的老賊計劃和實行的，這六人全部被捕，認在2016年3月認罪判監。另外四人被指與案件有關，其中三人被判有罪入獄，只有一人無罪獲悉。

## 案發經過
盜竊案發生在復活節期間一連四日銀行假日，期間附近不少商店都休息不營業（當中一些店舖是與珠寶業有關）。他們眾人在4月2日試圖進入保險庫盜竊，但空手而回，但此時已啟動警報通知倫敦警察廳有可能的闖入。4月4日，他們再接再勵，這次他們成功得手。4月7日，蘇格蘭場公佈哈頓花園保險庫發生盜竊案。保險庫外部沒有明顯強闖痕跡，據報導，賊人透過升降機槽進入保險庫，然後在保險庫的外牆，用喜利得DD350工業用鑽機鑽了一個50厘米寬的洞口。
警方在4月7日公佈事件，稱據閉路電視監視，這行動早在4月2日展開（每日镜报比警方更早公佈片段）。報紙給六名犯人給上綽號，分別是「金髮先生、健壯先生、蒙面先生、紳士先生、高個子和老人」。4月22日，警方發佈案發現場照片，顯示犯人如何用鑽機進入保險庫。
由於這案件太嚴重，於是交給倫敦警察廳專業、有組織和經濟犯罪處（Specialist, Organised & Economic Crime Command）的「追捕队」（Flying Squad）接手調查。
2015年9月1日，聲譽嚴重受損的哈頓花園保險庫有限公司宣佈清盤。

## 逮捕及判刑
2015年5月19日，76歲的布萊恩·里德被捕。11月，卡尔·伍德（Carl Wood）、威廉·林肯（William Lincoln）、乔恩·哈比森（Jon Harbinson）和休·道伊尔（Hugh Doyle）被捕，他們被控共同盜竊及串謀隱瞞，轉移或掩飾非法財產。這盜竊案被稱為英國法律史上最大宗的盜竊案。2018年3月28日，迈克尔·锡德（Michael Seed）在倫敦家中被捕，被控串謀盜竊及串謀隱瞞或掩飾非法財產。
2016年3月9日在伍尔维奇皇室法院，约翰·柯林斯（John Collins）、丹尼爾·琼斯（Daniel Jones）和特里·珀金斯（ Terry Perkins）三人承認串謀盜竊串，三人均判七有監禁。
卡尔·伍德和威廉·林肯的共同盜竊及串謀隱瞞，轉移或掩飾非法財產罪名成立，兩人分別判處六年及七年監禁。休·道伊尔的串謀隱瞞，轉移或掩飾非法財產罪名成立，判處21個月監禁，緩刑兩年。至於據稱是主腦的布萊恩·里德，則在2016年3月21日判處6年3個月監禁。乔恩·哈比森則罪名不成立，當庭釋放。
2018年1月，伍尔维奇皇室法院的沒收判決勒令约翰·柯林斯、丹尼爾·琼斯、特里·珀金斯和布萊恩·里德必需交出2,750萬鎊的犯罪所得財產，不然就要面臨另外七年監禁。珀金斯在該判決發出一星期後離世。8月14日，丹尼爾·琼斯因為未能歸還6,599,021鎊而追加額外6年287年監禁。2019年8月1日，柯林斯因為未能執行還款而被追加額外2,309天監禁。而案件主腦布萊恩·里德則在2023年9月離世。
2019年3月15日，迈克尔·锡德的兩項罪名串謀盜竊及串謀隱瞞或掩飾非法財產成立，被判10年有期徒刑，其中八年是前項控罪，兩年是後者，兩項判刑同時執行。2020年10月1日，執導稱他被勒令歸還600萬鎊，或面臨另外七年監禁。

## 參看
- 貝克街搶案

## 外部連結
- The Hatton Garden Job （页面存档备份，存于）在bbc.co.uk

51°31′10″N 0°06′30″W / 51.5194°N 0.1083°W